# Eleasar ben Asarja

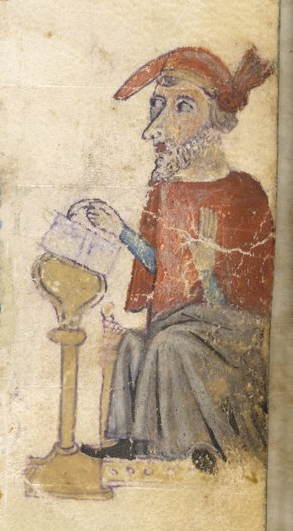

R. Eleasar ben Asarja (auch Eleazar ben Azarja) war ein hoch angesehener jüdischer Gelehrter des Altertums, wirkte um das Jahr 100 n. Chr. und gehörte zur so genannten 2. Generation der Tannaiten. 
Er war priesterlicher Abstammung (die nach einigen bis auf Esra zurückgeführt werden kann) aus vornehmem, reichen Hause und von großer Gelehrsamkeit, so dass man ihn als Jüngling – er soll erst 18 Jahre alt gewesen sein – anstelle Gamliels II. zum Führer der rabbinischen Bewegung in Jawne machte (in deren Tradition er jedoch nur eine Randfigur ist; nach der Aussöhnung mit Gamliel leiteten beide das Lehrhaus gemeinsam).
Besondere Kenntnisse besaß er auf dem Gebiet der Haggada. Seine Halachot waren von Milde und Verständnis geprägt, besonders bekannt wurde sein gegen die Todesstrafe (Steinigung) gerichteter Ausspruch, dass „ein Gerichtshof, der in 70 Jahren auch nur einmal die Todesstrafe verhänge, ein mörderischer Gerichtshof“ sei (Makkot I, 10).
Verschiedene Aussprüche von Kollegen über Eleasar zeugen von dessen hohem Ansehen auch über den Tod hinaus. So heißt es u. a.: „Seit dem Tode Eleasars ist die Krone der Weisheit verschwunden“ (bab. Sota 49 b).